# 红墩界镇
红墩界镇，是中华人民共和国陕西省榆林市靖边县下辖的一个乡镇级行政单位。

## 行政区划
红墩界镇下辖以下地区：
长胜村、王家坬村、联合村、圪洞河村、白城则村、席季滩村、尔德井村、敖包梁村和朱掌沟村。
其中，“白城則村”爲誤記，應爲白城子（卽統萬城遺址）村，是昔日大夏的都城。